# Vladimír Šucha
Vladimír Šucha (* 15. října 1937) byl slovenský politik, po sametové revoluci československý poslanec Sněmovny lidu Federálního shromáždění za HZDS.

## Biografie
Ve volbách roku 1992 byl za HZDS zvolen do Sněmovny lidu. Ve Federálním shromáždění setrval do zániku Československa v prosinci 1992. Uvádí se bytem Žilina.